# ألدا غاريدو
ألدا غاريدو (بالبرتغالية: Alda Garrido‏) هي ممثلة برازيلية، ولدت في 18 أغسطس 1896 في ساو باولو في البرازيل، وتوفيت في 8 ديسمبر 1970 في ريو دي جانيرو في البرازيل.

## وصلات خارجية
- ألدا غاريدو على موقع IMDb (الإنجليزية)
- ألدا غاريدو على موقع قاعدة بيانات الفيلم (الإنجليزية)